# Pásmo J (infračervené)

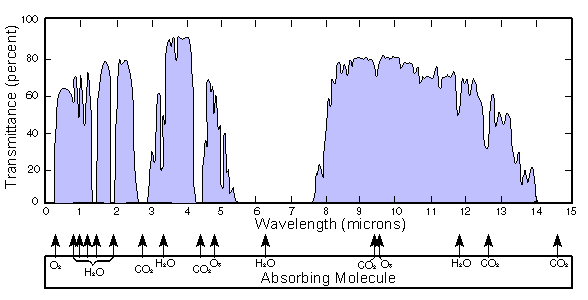
Atmosférická okna v oblasti infračerveného záření.

V  infračervené (IR) astronomii je několik úzkých atmosférických  oken (pásem), ve kterých lze provádět astronomická pozorování z povrchu Země .  Pásmo J je v oblasti vlnových délek 1,1 - 1,4 µm s centrem v 1,25 µm, v blízkém (near) infračerveném záření NIR.
Například hvězda Betelgeuze je v oblasti NIR nejjasnější hvězda na obloze a v pásmu J má hvězdnou velikost −2,99. Další jasné hvězdy v pásmu J jsou Antares (−2,7), R Doradus (−2,6), Arcturus (−2,2) a Aldebaran (−2,1). Nejjasnější hvězda noční oblohy Sirius je v pásmu J devátou nejjasnější hvězdou.
Pásmo J je oblíbené pro pozemní astronomii, protože tyto vlnové délky procházejí mraky a dalšími atmosférickými plyny a umožňují pozemním observatořím přístup ke hvězdné obloze. Toto vlnové pásmo však trpí určitou kontaminací čarami 
vodních par a emisí hydroxidů, což vede k relativně vysoké  fotometrické chybě. Z těchto důvodu je většina pozemských infračervených teleskopů postavena na velmi suchých místech ve velkých nadmořských výškách, takže jsou nad většinou vodní páry v atmosféře.
Pásmo J je také vhodné používat ke zkoumání fotosfér obřích hvězd a veleobrů, přičemž se většinou lze vyhnout neprůhlednosti molekulárních pásem, a je zde také přístup ke spektrální čáře He I o vlnové délce 1080 nm, která je užitečná při studiu interakcí v cirkumstelárním (okolohvězdném) disku kolem hvězd typu T Tauri.